# Barguzin
Barguzin (russisk Баргузин; burjatisk Баргажан – Bargažan) er en flod i Burjatien i Rusland med en længde på 480 km som munder ud i Barugzinbugten i Bajkalsøen, den største bugt i denne sø.
Barguzin er den tredje største flod som munder ud i Bajkalsøen efter Selenga og Øvre Angara. Den har et afvandingsområde på 21.100 km2 og er sejlbar de nederste 204 kilometer.
De største bifloder er Gagra, Argada, Ina og Uljun.

## Barguzindalen
Den midterste del af Barguzin løber gennem Barguzindalen, som er 200 km lang og op til 35 km bred. Den går mellem Barguzinbjergene i nordvest og Ikatbjergene i sydøst. Floden svinger sig gennem dalen og der ligger rester af gamle flodløb og moseagtige kanaler som danner mere end 1.000 små søer. Her ligger også Dzjerga naturreservat med et areal på 2.387 km².

## Barguzinvinden
Floden har også givet navn til den vedvarende, stærke nordvestlege Barugzinvinden i Bajkalsøen. Luften strømmer ud over Bajkalsøen fra Barguzindalen og blæser tværs over søen. Vinden blæser hovedsagelig mens solen er oppe, almindeligvis på solrige dage. I Barugzinbugten kan vinden nogle gange komme op i orkanstyrke, men normalt er vinden under 20 m/s (hård kuling).